# Pierre Girodon
Pour les articles homonymes, voir Girodon.
Pierre Marie Casimir Girodon (Lyon, 25 décembre 1869 – Cléry-sur-Somme, 23 septembre 1916), est un officier général français.
C'est l'un des 42 généraux français morts au combat durant la Première Guerre mondiale.

## Biographie
Né dans le 1er arrondissement de Lyon dans le Rhône, il est le fils d'un négociant Alfred Marie Joseph Girodon et de Marie Mathilde Hélène Sabran.
Pierre Girodon intègre l'École spéciale militaire de Saint-Cyr en 1887 (promotion de Tombouctou).
En 1889, il en sort 11e sur 446 élèves et intègre le 2e régiment de tirailleurs (RT) en qualité de sous-lieutenant. Trois semaines plus tard, il mène campagne en Afrique.
De 1903 à 1906, il est attaché militaire auprès de l'ambassade de France à Vienne (Autriche-Hongrie).
Chevalier de la Légion d'honneur en 1907, il suit le général Henri Gouraud au Maroc en qualité de chef d'état-major du corps expéditionnaire d'Orient entre 1911 et 1915. Le lieutenant-colonel Girodon y est blessé par balle le 11 mai 1914 au combat du djebel Tfazza.
Il est promu commandeur de la Légion d'honneur le 21 juin 1915.
Le 25 mars 1916, le colonel Girodon est promu général de brigade.
Commandant la 12e division d'infanterie (DI), il est tué le 23 septembre 1916  par un tir d'obus en allant reconnaître le secteur de Bouchavesnes - Bois L'Abbé (Somme).

Il est cité à l'ordre de l'armée : 

« Placé à sa demande à la tête d'une brigade dont le chef venait d'être tué, a organisé avec une activité, un dévouement inlassables, constamment dans les tranchées, une attaque méthodique où tout a été prévu contre un front puissamment fortifié. Le jour de l'assaut, donnant l'exemple en première ligne, encourageant ses hommes de la voix et du geste, a été frappé d'une balle qui lui a traversé le poumon. Mais sa préparation et son exemple avaient fait leur œuvre et les positions devant lesquelles nous avions échoué trois fois ont été enlevées et conservées. »

Reconnu « mort pour la France », il est inhumé à la nécropole nationale de Rancourt parmi 8 563 soldats français tués dans les combats de la Somme.

## Décorations
- Commandeur de la Légion d'honneur (décret du 21 juin 1915)
- Chevalier de l'ordre du Mérite agricole
- Croix de guerre 1914–1918, palme de bronze
- Chevalier de l'Étoile noire.

## Postérité
À 46 ans, il est le plus jeune officier général de l'armée française tué durant la Première Guerre mondiale et était extrêmement populaire parmi ses hommes.
Un hommage lui est rendu dans le premier numéro du journal de tranchées le Voltigeur (26 avril 1917), retraçant sa carrière et le qualifiant « d'officier complet [qui] tenait à la fois de Condé et de Turenne ».
En 1919, la Kaiser Wilhelm Kaserne de Strasbourg est rebaptisée en l'honneur du général Girodon (destruction en 1966).
Son nom est inscrit au monument des Généraux morts au Champ d'Honneur 1914-1918 de l'église Saint-Louis à l'Hôtel des Invalides de Paris.